# Karlheinz Komm
Karlheinz Komm (* 19. Dezember 1934 in Bethel; † 18. Juli 2013 in Lübbecke-Nettelstedt) war ein deutscher Lehrer, Regisseur, Dramaturg und Schriftsteller.

## Leben
Komm studierte Pädagogik und arbeitete danach als Lehrer. Neben dem Beruf nahm er Gesangs- und Schauspielunterricht. Später wirkte er als Regisseur und Schauspieler an deutschen Theatern. Er war unter anderem an den Stadttheatern in Regensburg und Hagen sowie als Spielleiter bei den Sommerspielen in Feuchtwangen tätig. 1990 bis 1997 agierte er als stellvertretender Intendant und Schauspieler beim Westdeutschen Tourneetheater in Remscheid. Dieses brachte unter anderem sein Stück Der Fall Luther zur Uraufführung, das die Frage behandelt, ob Martin Luther den Deutschen Bauernkrieg mit initiiert hat. Als Theaterschriftsteller verfasste Komm eine Reihe von Schauspielen, Kinder- und Jugendtheaterstücken, die im deutschsprachigen Raum aufgeführt wurden. Seine Volksstücke wurden zum Teil in verschiedene Dialekte und Sprachen übersetzt. Häufig überarbeitete er traditionelle Märchen (u. a. Hänsel und Gretel, Dornröschen).

## Auszeichnungen
- 2009 Verdienstkreuz des Verdienstordens der Bundesrepublik Deutschland